# Perigramma marginata
Perigramma marginata là một loài bướm đêm trong họ Geometridae.